# Рівнина Каррізо
35°11′29″ пн. ш. 119°47′35″ зх. д. / 35.1914° пн. ш. 119.793° зх. д.

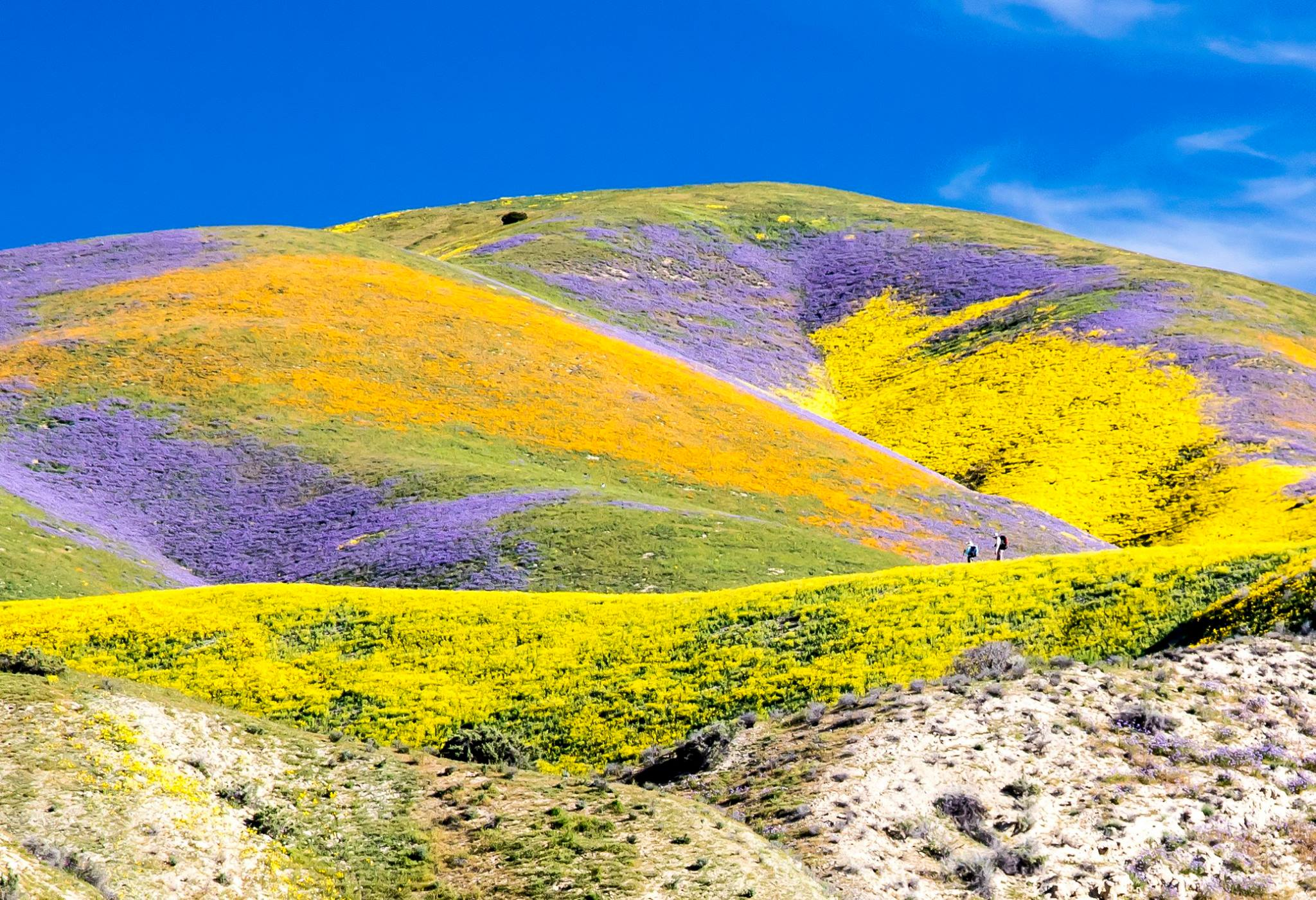
Суперцвітіння на Темблорі, квітень 2017

Рівнина Каррізо (англ. Carrizo Plain, обіспеньйо: tšɨłkukunɨtš, «Місце кроликів») — велика замкнута лугова рівнина, приблизно 80 км завдовжки і до 24 км у південно-східній частині округу Сан-Луїс-Обіспо на заході Каліфорнії, приблизно за 160 км на північний захід від Лос-Анджелеса. Площа рівнини становить 100 га. Тут проголошено Національний пам'ятник Рівнини Каррізо, і це найбільший місцевий лук, що залишився в Каліфорнії. Пам'ятник включає скелю Пейнтед-Рок, яку занесено до Національного реєстру історичних місць. У 2012 році її було визначено національною історичною пам'яткою через його археологічну цінність. Розлом Сан-Андреас виникає вздовж східного краю рівнини Каррізо біля західної основи хребта Темблор.

## Географія і геологія
Рівнина Каррізо простягається на північний захід від міста Марікопа, слідуючи за розломом Сан-Андреас. На північному сході з рівниною межує хребет Темблор, з іншого боку якого знаходиться Центральна долина Каліфорнії. На південному заході до рівнини примикає хребет Кальєнте. Громада Каліфорнійської долини знаходиться в північній частині рівнини. Середня висота рівнини становить близько 670 м над рівнем моря. Лужне озеро Сода, 3 000-акрів (12 км2), розташоване в центрі рівнини з популярним місцем Пейнтед-Рок, що містить наскельні малюнки чумашів і йокутів. Будучи центральною западиною замкнутого басейну, озеро Сода отримує весь стік з обох боків рівнини. Гора Кальєнте заввишки 1556 м на південному заході рівнини, є найвищою точкою в окрузі Сан-Луїс-Обіспо. Тип клімату рівнини Каррізо — напівпосушливий лук. Там не ростуть дерева, а річна кількість опадів становить близько 230 мм на рік. 

## Тваринний світ
Рівнина Каррізо є домом для 13 видів, які перебувають під загрозою зникнення, серед них лисиця Сан-Хоакіна, антилопова білка Сан-Хоакіна, леопардовий варан, гігантський кенгуровий пацюк, журавель канадський та каліфорнійський кондор. Також на рівнині живуть каліфорнійський підвид лося, вилоріг, чорнохвостий кролик, західний підвид койота і тремблер пустельний.